# Zisterzienserinnenabtei Vallsanta

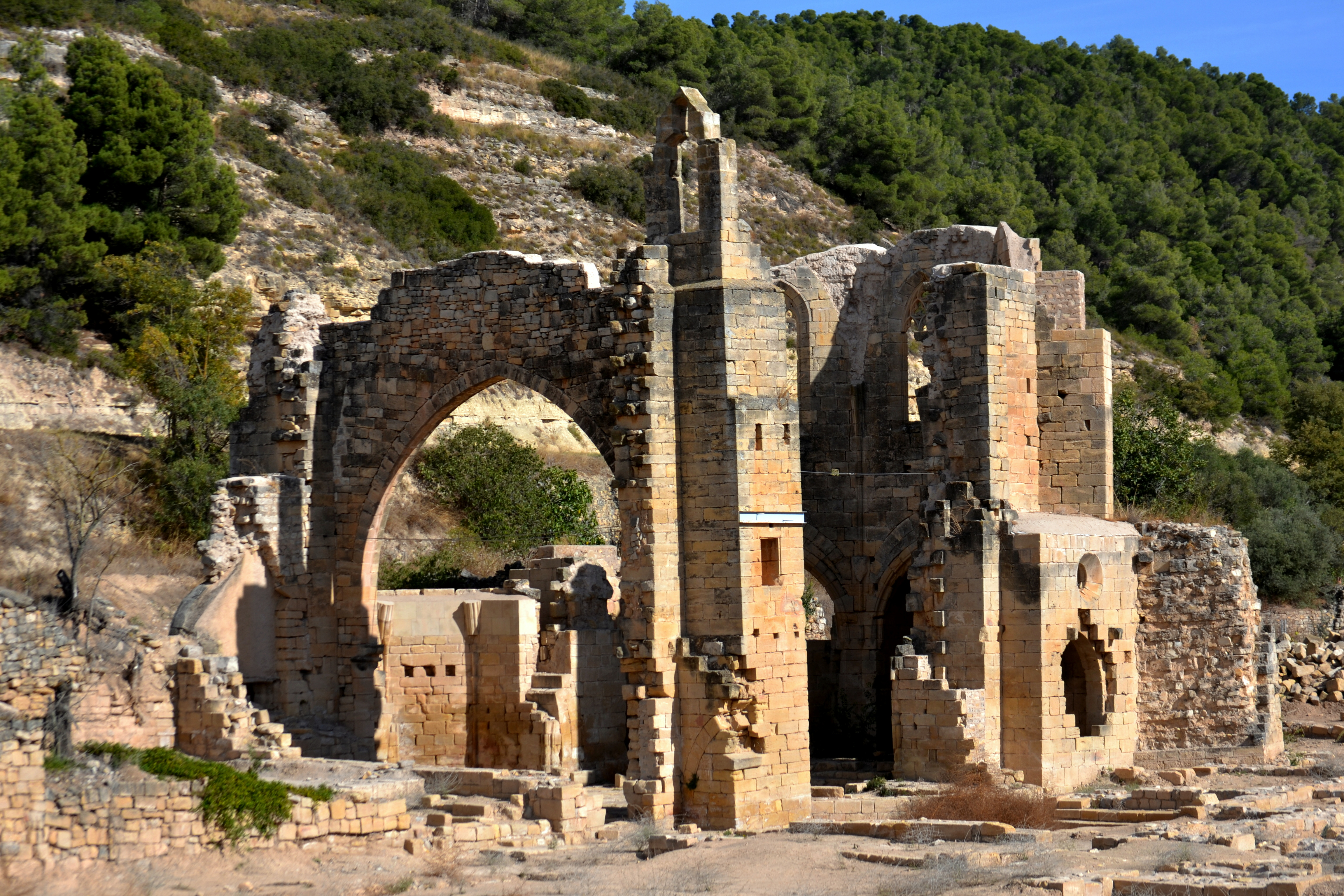
Klosterruine Vallsanta

Die Zisterzienserinnenabtei Vallsanta war von 1237 bis 1589 ein Kloster der Zisterzienserinnen in Guimerà, Comarca Urgell, Provinz Lleida in Katalonien.

## Geschichte
Die Zisterzienserinnenabtei La Bovera, deren Klosterort ungeeignet war, gab ihn auf und gründete 1237 in geringer Entfernung, diesmal jedoch im Tal statt auf der Höhe, das neue Kloster Vallsanta („Heiligental“). Es bestand bis 1589. Dann wurde es aufgelöst. Die letzten Nonnen wechselten in das Kloster El Pedregal. Am Ort stehen noch Reste der Klosterkirche. Die Resultate von Grabungen aus den Jahren 1986 und 2008 befinden sich im Museum von Guimerà.